# Microcalicha monochroma
Microcalicha monochroma là một loài bướm đêm trong họ Geometridae.